# Химия в исламском мире

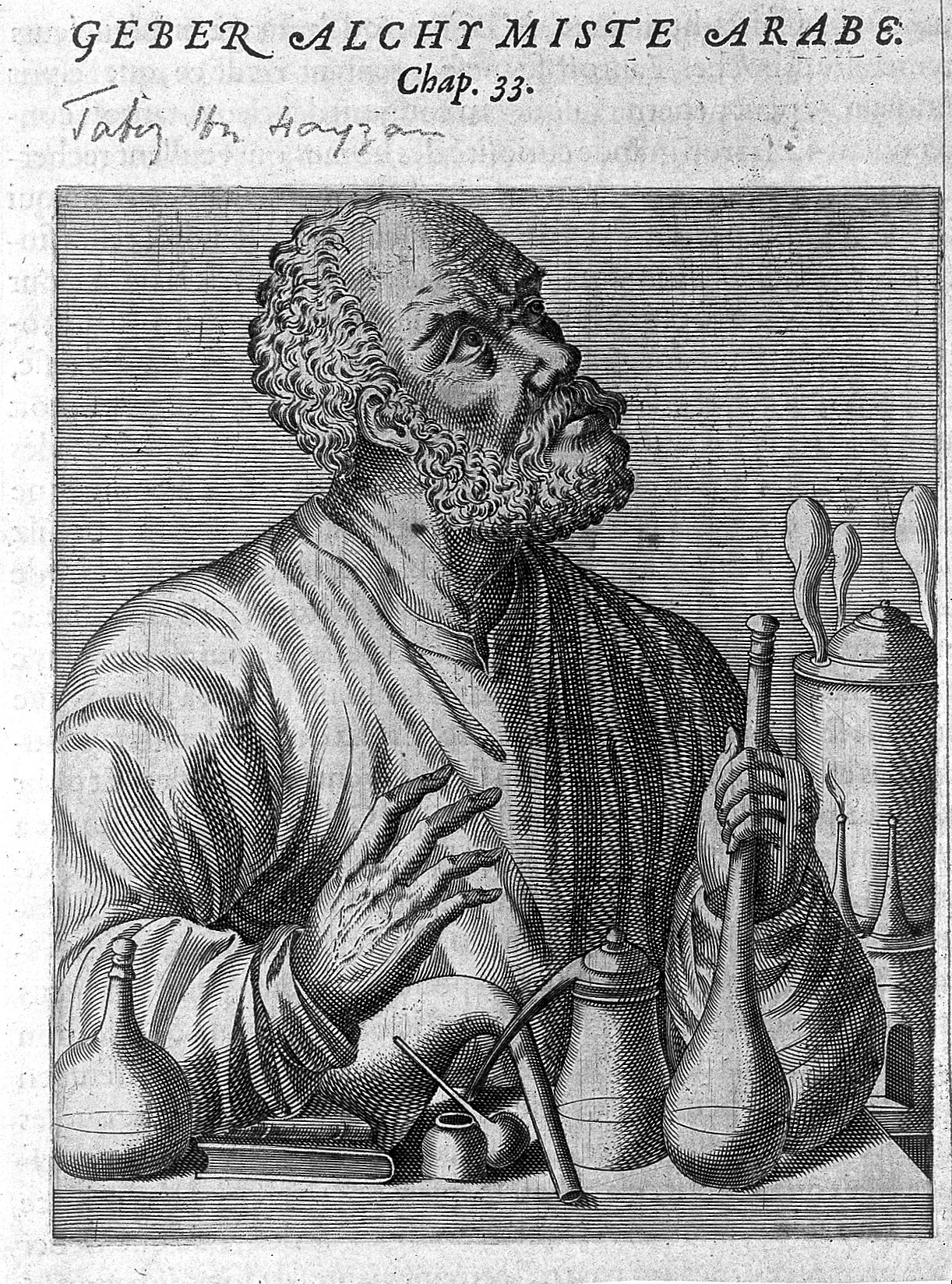
Гебер, Джабир ибн Хайян, один из самых ранних химиков в истории человечества

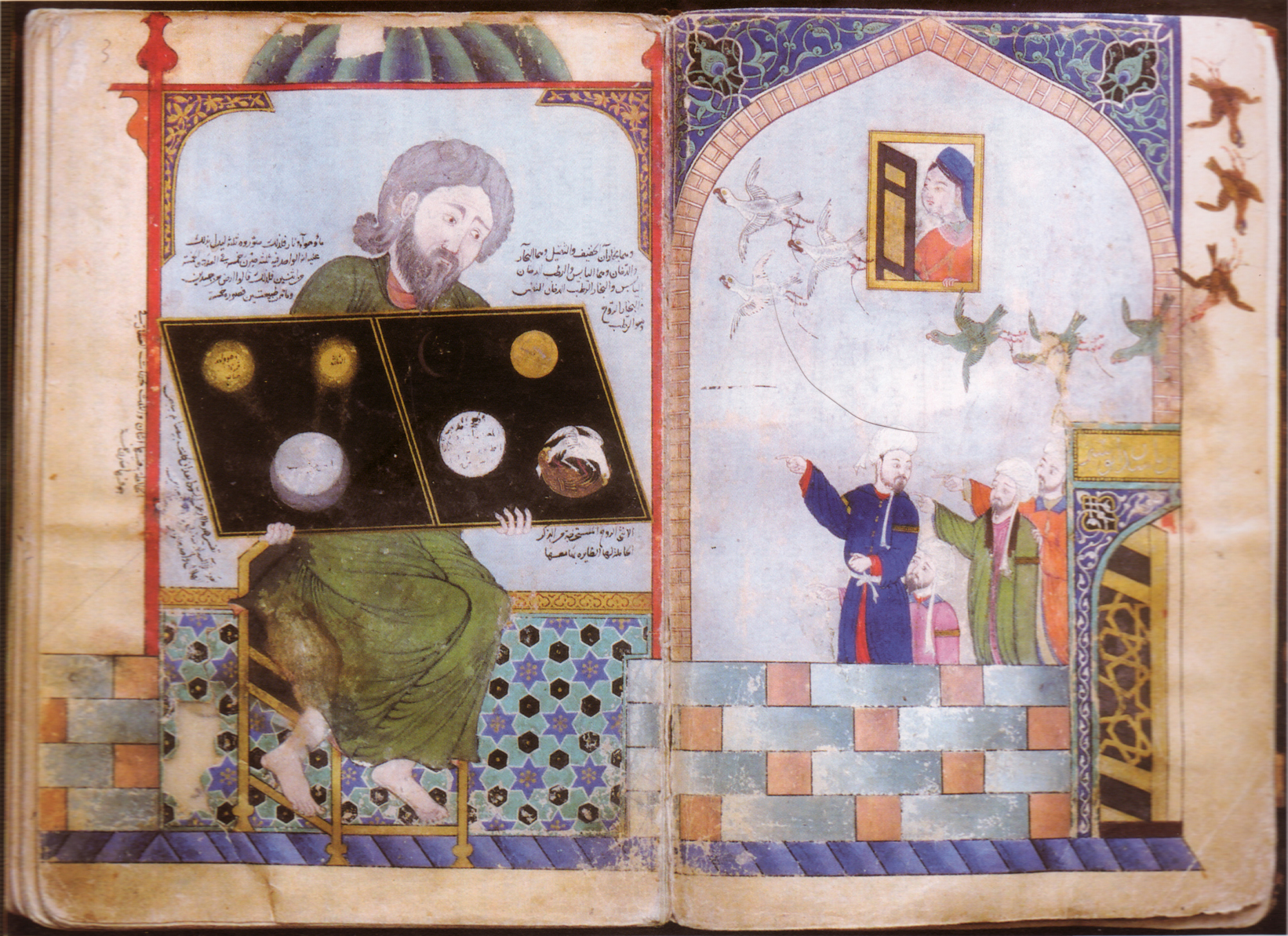
Ибн Умаил описывает статую мудреца, держащего скрижаль древних алхимических знаний. Иллюстрация из расшифровки книги ибн Умаиля «Аль-ма' аль-вараки» («Серебряная вода»), миниатюра из Багдада,1211 г.

Химия в исламском мире относится к ранней практической химии (раннее химическое исследование природы в целом), проводимое мусульманскими учёными в эпоху "Золотого века ислама". Слово «алхимия» произошло от арабского слова كيمياء или kīmiyāʾ  .

## Определение
После падения Западной Римской империи  центр развития алхимии переместился в исламскую цивилизацию . 
Лоуренс Принсипи описывает связь между алхимией и химией в своей статье под названием «Восстановленная алхимия», в которой он утверждает: «Поиск трансмутации металлов — то, что мы называем «алхимией», но точнее было бы назвать « хризопеей » — в конце семнадцатого века обычно рассматривался как синоним химии или как ее подвид».  Поэтому он предполагает, что раннее написание химии как «химия» относится к единой науке, включающей как алхимию, так и раннюю химию. Принцип продолжает утверждать, что «вся их химическая деятельность была объединена общей направленностью на анализ, синтез, преобразование и производство материальных веществ».  Таким образом, до начала 18 века между этими двумя областями не существовало четкого различия.  Хотя рассуждения Принсипа сосредоточены на западной практике алхимии и химии, этот аргумент подтверждается и в контексте исламской науки, если учесть сходство методологии и аристотелевских идей, как отмечено в других разделах этой статьи. Это различие между алхимией и ранней химией лежит преимущественно в семантике, хотя, понимая предшествующее использование этих слов, мы можем лучше понять историческое отсутствие четких коннотаций относительно этих терминов, несмотря на их измененные коннотации в современных контекстах.
Коран, священная книга ислама, стал важным источником «теологии, морали, права и космологии», в том, что Дэвид С. Линдберг описывает как «центр исламского образования». После смерти Мухаммеда в 632 году ислам распространился по всему Аравийскому полуострову, в части Византии, Персии укрепив регион как преимущественно мусульманский.  Хотя расширение Арабской империи сыграло важную роль в уменьшении политических барьеров между такими территориями, по-прежнему существовал широкий спектр религий, верований и философий, которые могли свободно распространяться и распространяться по всем регионам. Это развитие открыло путь для вклада Востока в западную концепцию таких наук, как химия.
Хотя эта передача информации и практик способствовала дальнейшему развитию этой области, и хотя обе они были вдохновлены аристотелевской логикой и эллинской философией, а также мистическими аспектами  важно также отметить, что культурные и религиозные границы сохранялись. Мистические и религиозные элементы, обсуждавшиеся ранее в статье, отличают исламскую алхимию от ее западного аналога, учитывая, что на Западе преобладали христианские идеалы, на которых основывались их убеждения и результаты, в то время как исламская традиция существенно отличалась. Хотя мотивы и расчеты в чем-то различались, практика и развитие алхимии и химии были схожи, учитывая синхронность этих областей и способность ученых передавать свои убеждения.

### Вклад исламских химиков в мистическую алхимию
Мария-Луиза фон Франц в своем введении к «Книге объяснения символов — Китаб Халл ар-Румуз» Ибн Умаила описывает вклад исламской химии следующим образом: «В VII–VIII веках исламские ученые в основном занимались переводом древних герметических и гностических текстов, не изменяя их. Постепенно они начали «сопоставлять» свое содержание с исламом и начали «думать независимо и экспериментировать самостоятельно в области химии». Таким образом, они добавили «акцент на монотеистическом мировоззрении» (таухид) и все больше и больше создавали синопсис разнообразных античных традиций. Таким образом, объединив их смысл, исламские ученые пришли к идее, что секрет и цель химии заключаются в достижении «единого внутреннего духовного опыта, а именно образа Бога», и что камень, вода, prima materia и т. д. являются «всеми аспектами внутренней тайны, посредством которой химик соединяется с трансцендентным Богом». Во-вторых, они добавили «страстный чувственный тон», используя гораздо более поэтический язык, чем античные герметисты, а также «делали больший акцент на мотиве coniunctio», т. е. образах союза мужского и женского, солнца и луны, короля и королевы и т. д.  «Мистические мастера ислама понимали химию как процесс преобразования психики химика. Огонь, который способствовал этому преобразованию, был любовью Бога». 

## Химики и труды
По словам библиографа Ибн ан-Надима, первым мусульманским химиком был Халид ибн Язид, который, как говорят, изучал химию у христианина Мариана из Александрии . Историчность этой истории не ясна; по мнению М. Ульмана, это легенда.   По словам Ибн ан-Надима и Хаджи Халифы, он является автором химических трудов «Китаб аль-харазат» ( «Книга жемчуга» ), «Китаб аль-сахифа аль-кабир» ( «Большая книга свитка »), «Китаб аль-сахифа аль-сагир» ( «Малая книга свитка» ), «Китаб Васиятихи иля бнихи фи-с-сана» ( «Книга завещания сыну о ремесле ») и «Фирдаус аль-хикма» ( «Рай мудрости» ), но опять же, эти труды могут быть псевдоэпиграфическими .   

### Джабир ибн Хайян

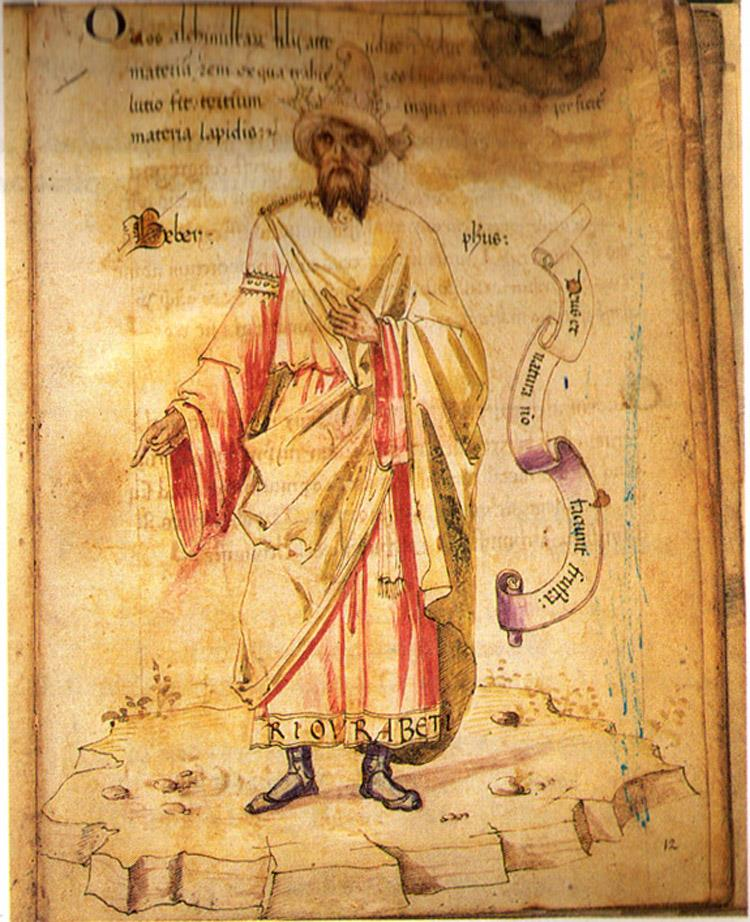
Рисунок Джабира ибн Хайяна (Гебера), XV век

Джабир ибн Хайян (арабский/персидский: جابر بن حیان , умер около 806−816 гг.),  является предполагаемым  автором огромного количества разнообразных работ на арабском языке, часто называемых корпусом Джабира. Труды Джабира, широко известного как отец химии, содержат старейшую известную систематическую классификацию химических веществ и старейшие известные инструкции по получению неорганического соединения ( нашатырного спирта или хлорида аммония ) из органических веществ (таких как растения, кровь и волосы). химическим путем.  Некоторые арабские джабировские произведения (например, «Книга Милосердия» и «Книга Семидесяти») были позднее переведены на латынь под латинизированным названием «Гебер».  В Европе XIII века анонимный писатель, обычно именуемый псевдо-Гебером, начал создавать химические и металлургические сочинения под этим именем. 

### Абу Бакр ар-Рази
Абу Бакр ибн Закария ар-Рази (лат. Rhazes), родившийся около 865 года в Рее, был в основном известен как персидский врач. Он написал ряд алхимических трудов, включая « Сирр аль-асрар» (лат. Secretum secretorum; англ. Secret of Secrets )  

### Ибн Умайл
Мухаммад ибн Умайл ат-Тамими был египетским химиком X века. Одной из его сохранившихся работ является «Китаб аль-ма‘ аль-вараки ва-ль-ард аль-наджмийя» ( «Книга о серебристой воде и звездной земле »). Эта работа представляет собой комментарий к его поэме «Рислат аш-шамс иля аль-хилал» ( «Послание Солнца к Полумесяцу ») и содержит многочисленные цитаты из древних авторов.  Ибн Умайл оказал большое влияние на средневековую западную (латинскую) алхимию,  где его работы встречаются под разными именами, в основном как Сеньор или Задит.  Его «Серебряная вода», например, была переиздана под названием «Химические таблицы старшего Задита» в сборнике алхимических текстов: Theatrum Chemicum и прокомментирована Псевдо Аквинским в Aurora Consurgens . Они оба также приводят его (измененное) изображение мудреца, держащего химическую таблицу (см. изображение выше). 

### Аль-Туграй
Аль-Туграй был персидским врачом XI–XII веков.  чья работа «Масабих аль-хикма ва-мафатих ар-рахма» («Светильники мудрости и ключи милосердия») является одним из самых ранних трудов по материальным наукам.

### Аль-Джилдаки
Аль-Джилдаки был египетским химиком, который в своей книге настаивал на необходимости экспериментальной химии и упомянул множество экспериментов «Канз аль-ихтисас фи ма'рифат аль-хавас» Айдамира аль-Джилдаки .

## Особенности
Джабир проанализировал каждый аристотелевский элемент с точки зрения четырех основных качеств Аристотеля : жара, холод, сухость и влажность . Например, огонь — это горячее и сухое вещество, как показано в таблице.    По словам Джабира, в каждом металле два из этих качеств были внутренними, а два — внешними. Например, свинец был внешне холодным и сухим, но внутренне горячим и влажным; золото, с другой стороны, было внешне горячим и влажным, но внутренне холодным и сухим. Он считал, что металлы образовались на Земле путем слияния серы (дающей горячие и сухие качества) с ртутью (дающей холодные и влажные качества). Эти элементы, ртуть и серу, следует рассматривать не как обычные элементы, а как идеальные, гипотетические вещества. Какой металл образуется, зависит от чистоты ртути и серы, а также от пропорции, в которой они смешиваются.  Более поздний химик ар-Рази (ок. 865–925) следовал теории Джабира о ртути и сере, но добавил третий, соленый, компонент. 
Таким образом, предположил Джабир, путем перестановки качеств одного металла можно получить другой металл. По этой причине поиск философского камня был введен в западную алхимию.  
Джабир разработал сложную нумерологию, согласно которой корневые буквы названия вещества на арабском языке, подвергнутые различным преобразованиям, соответствовали физическим свойствам элемента. 

## Процессы и оборудование
Аль-Рази упоминает следующие химические процессы: дистилляция, прокаливание, растворение, выпаривание, кристаллизация, возгонка, фильтрация, амальгамация и церация (процесс превращения твердых веществ в пастообразные или плавкие вещества)  Известно, что некоторые из этих операций (прокаливание, растворение, фильтрация, кристаллизация, возгонка и перегонка) практиковались еще доисламскими александрийскими алхимиками. 
В своей книге Secretum secretorum Ар-Рази упоминает следующее оборудование: 
- Инструменты для плавки веществ ( li-tadhwīb ): горн ( kūr ), мехи ( minfākh или ziqq ), тигель ( bawtaqa ), баттер būt (по-арабски, от персидского) или botus barbatus (по-латыни), ковш ( mighrafa или milʿaqa ), щипцы ( māsik или kalbatān ), ножницы ( miqṭaʿ ), молоток ( mukassir ), напильник ( mibrad ).
- Инструменты для приготовления лекарств ( li-tadbīr al-ʿaqāqīr ): кубок и перегонный куб с отводной трубкой ( qarʿ или anbīq dhū khatm ), приемный матрас ( qābila ), слепой перегонный куб (без отводной трубки) ( al-anbīq al-aʿmā ), алудель ( al-uthāl ), кубки ( qadaḥ ), фляги ( qārūra, множественное число quwārīr ), фляги с розовой водой ( mā' wardiyya ), котел ( marjal или tanjīr ), глиняные горшки, покрытые лаком изнутри, с крышками ( qudūr и makabbāt ), водяная или песчаная баня ( qidr ), печь ( al-tannūr на арабском, athanor на латыни), небольшая цилиндрическая печь для нагревания алуделя ( муставкид ), воронок, сит, фильтров и т. д.

## Дальнейшее чтение
- Rashed, Roshdi, ed. (1996). Arabic Alchemy. Encyclopedia of the History of Arabic Science. Vol. 3. London: Routledge. pp. 853–885. ISBN 9780415020633.
- Artun, Tuna (2013). Hearts of Gold and Silver: The Production of Alchemical Knowledge in the Early Modern Ottoman World (Thesis).
- A Cultural History of Chemistry in the Middle Ages / Burnett ; Moureau. — London : Bloomsbury Academic, 2023. — Vol. 2. — ISBN 978-1-4742-0377-7. — doi:10.5040/9781474203777.
- Forster, Regula. Alchemy and the Chemical Crafts // Routledge Handbook on the Sciences in Islamicate Societies: Practices from the 2nd/8th to the 13th/19th Centuries / Brentjes. — New York : Routledge, 2023. — P. 154–165. — ISBN 978-1-315-17071-8. — doi:10.4324/9781315170718-14.
- Moureau, Sébastien. Alchemical Equipment // Routledge Handbook on the Sciences in Islamicate Societies: Practices from the 2nd/8th to the 13th/19th Centuries / Brentjes. — New York : Routledge, 2023. — P. 512–522. — ISBN 978-1-315-17071-8. — doi:10.4324/9781315170718-46.